# Temür Qutlugh
Temür Qutlugh (circa 1370–1399) fue kan de la Horda de Oro entre 1397 y 1399. Era hijo de Timur-Malik, kan de la Horda Blanca, que luchó contra Toqtamish. Tras la muerte de Timur Malik en 1379 Qutlugh fue criado en la corte de Toqtamish. Después de una fracasada revuelta contra este último en 1388, él y Edigu, huyeron a la corte de Timur. Durante la guerra de Toqtamish contra Timur entre 1391 y 1395, fundaroon un ulús independiente en la región del Volga inferior y el río Ural, estableciendo su capital en Sarái-Juk. Tras la derrota de Toqtamish, Qutlugh, con la ayuda de Edigu, fue coronado como kan de la Horda de Oro, aunque Edigu era quien controlaba el poder. En 1398, Qutlugh acuñó su propia moneda, y en 1399, participó en la batalla del río Vorskla. Fue asesinado en un conflicto con un hijo de Toqtamish.